# Bohumír Zeman
Bohumír Zeman (* 26. května 1957 Vrchlabí) je bývalý český reprezentant ve sjezdovém lyžování.

## Život
Na mistrovství Evropy juniorů v alpském lyžování byl v roce 1974 v Jasné třetí ve slalomu a v roce 1975 v Mayrhofenu druhý v obřím slalomu. Byl třikrát akademickým mistrem světa a vyhrál tři závody Evropského poháru. První body do Světového poháru získal 9. ledna 1976 sedmým místem na závodě Arlberg-Kandahar. Během kariéry skončil ve Světovém poháru šestnáctkrát v první desítce, nejlepším umístěním bylo třetí místo v obřím slalomu v kanadském Mont Sainte-Anne (březen 1980). Nejlepším umístěním v celkové klasifikaci SP bylo 17. místo v sezóně 1978/1979, o rok později byl desátý v pořadí malého Křišťálového glóbu za obří slalom. Na olympiádě v Lake Placid 1980 skončil třináctý ve sjezdu, čtrnáctý ve slalomu a devatenáctý v obřím slalomu. V kombinaci sjezdu a slalomu, za kterou se neudělovaly olympijské medaile (podle zásady MOV, že na každou soutěž musí připadat jedna sada medailí), ale byla součástí mistrovství světa, obsadil čtvrté místo.
V roce 1981 vyhrál závod v kombinaci na Hahnenkammu, který nebyl součástí Světového poháru, na památku tohoto úspěchu je po něm pojmenovaná jedna z kabinek místní lanovky.
Kariéru ukončil pro zranění v pětadvaceti letech. Poté působil jako trenér (vedl i lichtenštejnskou reprezentaci), funkcionář (ředitel závodu Světového poháru ve Špindlerově Mlýně), podnikatel a starosta města Špindlerův Mlýn.
Jeho dcerou je skikrosařka Andrea Zemanová.

## Výsledky

### Olympijské hry
- 1976: 23. místo (obří slalom), 33. místo (sjezd)
- 1980: 13. místo (sjezd), 14. místo (slalom), 19. místo (obří slalom)

### Mistrovství světa
- 1978: 15. místo (obří slalom)
- 1980: 4. místo (alpská kombinace)

### Světový pohár
- 1975/1976 – 44. místo
- 1976/1977 – 51. místo
- 1978/1979 – 17. místo
- 1979/1980 – 22. místo
- 1980/1981 – 65. místo
- 1981/1982 – 75. místo